# Gruppsykologi
Gruppsykologi innefattar studier av skeenden i grupper, med betoning på skeendet i grupprocessen. Exempel på intresseområden inom gruppsykologi är rollfördelning, ledarskap och utveckling av gruppen.  Det forskas i gruppsykologi inom flera ämnen. Bland annat psykologi, sociologi, och filosofi.

## Historia
Under 1920-talet började vad som än idag är en debatt, om huruvida människans gruppbeteende bör ses ur ett individuellt perspektiv eller som en del i ett större system. Trotter, Freud, Le Bon och Durkheim var några av de teoretiker som diskuterade om man i gruppsituationer kan tala om en grupp utifrån ett medvetande, en gruppkänsla. Tanken att människor i grupp har en tendens att agera på annorlunda sätt än de skulle göra individuellt. Freud kallade detta fenomen gruppsjäl med Durkheim syftar till ett kollektivt medvetande. Grupptryck, lynchmobbar etc. är några av de uttryck detta beteende kan ta sig i dess mest extrema situationer. Allport hävdar dock att det är oväsentligt att tala i termer om gruppsjäl eftersom det är ovetenskapligt. Om man istället studerar den enskilda individen kan man undvika ytligheter som gruppsjäl och liknande begrepp och således komma närmare sanningen.

## Den tillämpade gruppsykologin
Den tillämpade gruppsykologin anses ha uppstått under ett arbete som Kurt Lewin genomförde 1969. I ett försök att utbilda en grupp socialarbetare om rasproblem i USA studerade en grupp forskare hur de olika gruppmedlemmarna betedde sig. Efter möte var en av socialarbetarna ned när forskarna i efterhand diskuterade vad de sett under mötet. Socialarbetaren kände inte igen sig i den beskrivning forskarna gav gruppen och en hätsk diskussion utbröt. Lewin insåg värdet av diskussionen och såg att det finns fler än ett sätt att tolka vad som sker i en grupp, men också att man har olika upplevelser av skeendet i gruppen beroende på om man är deltagare eller observatör. 
Under 1960- och 1970-talet blev det en tydlig uppdelning inom forskningen. Dels den strikta experimentsituationen, där forskarna genom att skapa en så neutral miljö som möjligt försökte att vetenskapligt studera och skapa en mall för hur gruppbildning och grupputveckling såg ut.  Den andra falangen var det som Lewin uppmärksammat som gruppdynamisk utbildningsform. Att i grupp diskutera sitt och sina kollegors agerande, utifrån ett verkligt eller fiktivt ämne. Detta blev (och är fortfarande) en vanlig utvärdering och utvecklingsmetod för grupper.  Denna ”sensibilitetsträning” har svårt att vinna mark inom forskarvärlden.
Irwing Yalom uttrycker dilemmat med att forska på gruppnivå genom att man inte försöker förstå gruppmedlemmarnas inre värld utan enbart undersöker det som går att undersöka (det mätbara). Han menar att det finns svårigheter med att få ett empatiskt närmande till forskningsmaterialet godkänt som vetenskapligt. Yalom konstaterar torrt att all forskning han gjort inom gruppsykologi saknar det som var själva meningen med forskningen, själva livet! 

## Strukturella teorier
Grupper agerar inte slumpmässigt utan lever efter vissa regelbundna mönster. Strukturen byggs upp av hur olika subgrupper i den stora strukturen samverkar och påverkar varandra. Strukturen är en del i formandet av individens världsbild och identitet. Systemteori och nätverksteori är en förklaringsmodell, som går ut från att allting hänger ihop i ett stort system av händelser där individens beteende är en konsekvens och en reaktion på tillvaron runt denne.

## Viktiga teoretiker
- Gustave Le Bon, fransk socialpsykolog, vars banbrytande studie Massans psykologi var startskottet till den moderna gruppsykologin.
- Sigmund Freud [3], bygger på en kritik av Le Bons arbete, ledde till ytterligare utveckling av teorier om grupptryck under senare hälften av nittonhundratalet. Både Freud och Le Bon är ett psykodynamiskt synsätt där människan styrs av sina inre drivkrafter.
- Kurt Lewin brukar anges som grundaren av rörelsen för att studera grupper vetenskapligt. Han myntade begreppet gruppdynamik för att beskriva hur grupper och individer agerar och reagerar på ändrade förhållanden. Han är även skaparen av kraftfältsteorin, ett verktyg att analysera vad som sker i mellanmänskliga möten.
- William Schutz tittade på relationer ur tre dimensioner: integration, kontroll och tillgivenhet. Detta låg till grund för den teori om grupptryck som ser menar att grupper behöver lösa frågor i varje etapp för att kunna utvecklas till nästa etapp. Schutz modell kallas kortfattat för ICA Inclusion, Controll, Afection. Schutz lade även grunden till den modell som ofta används inom gruppanalyser idag, Fundamental Interpersonal Relations Orientation.
- Wilfred Bion studerade gruppdynamik ur ett psykoanalytiska perspektiv och var verksam vid Tavistockinstitutet i London.  Bions teori innehåller antaganden om omedvetna grupprocesser, där medlemmarna gör "som om" antaganden. De agerar "som om" hot föreligger dem, trots att det kanske inte gör det. Han namngav tre antaganden gruppen behöver ta ställning till beroende, kamp/flykt, parbildning
- Bruce Tuckman föreslår en fyrstegsmodell för grupputveckling. Tuckmans modell menar att den ideala gruppens beslutsprocessen bör ske i fyra steg:
  - Forming – gruppens tillblivelse under vilken medlemmarna orienterar sig om varandra
  - Storming – ett stadium präglat av konflikterna mellan gruppmedlemmarnas olika förväntningar.
  - Norming – gruppen formar på grundval av konfliktlösningar en viss ordning och rolluppdelning
  - Performing – gruppen är genom sin utvecklingsprocess beredd att utföra en gemensam uppgift. Tuckman la i senare skede till en avslutande fas,
  - (Adjourning – fasen handlar om gruppens avslut.)
- Susan Wheelans modell IMGD (Integrated Model of Group Development) om arbetslags utveckling och mognad, har vunnit stor mark inom gruppsykologin i Sverige. I huvudsak är IMGD en livscykelmodell med inslag från andra modeller inom grupputvecklingsområdet. Gruppens utveckling är stadievis och gruppen kan komma att passera alla stadier under sin utveckling eller "fastna" i någon under sin existens.

## Några aspekter inom gruppsykologi är
- Grad av gruppens effektivitet
- Konflikthantering
- Känslomässigt tillstånd
- Maktmönster
- Mönster för kommunikation och samordning
- Relationer
- Roller
- Utveckling